# Catherine Dulac
Catherine Dulac, née le 11 février 1963 à Montpellier, est une biologiste franco-américaine, professeure de biologie moléculaire et cellulaire à l'université Harvard. Elle est également chercheuse au Howard Hughes Medical Institute. Elle est particulièrement connue pour ses recherches sur la biologie moléculaire de la signalisation olfactive chez les mammifères, en particulier les phéromones et les circuits cérébraux en aval qui contrôlent les comportements spécifiques au genre. Elle a développé une nouvelle stratégie de criblage basée sur le criblage de banques d'ADNc à partir de neurones uniques et une nouvelle méthode de clonage de gènes à partir de neurones simples.

## Biographie
Catherine Dulac grandit à Montpellier, en France, où elle fait ses études secondaires. Elle est élève de l'École normale supérieure de jeunes filles (promotion 1982-S), et obtient en 1991 un doctorat en sciences biologiques et fondamentales appliquées, spécialité biologie du développement, intitulée Étude de la différenciation des cellules gliales dans le système nerveux périphérique, sous la direction de Nicole Le Douarin à l'université Pierre-et-Marie-Curie. Elle mène ensuite ses études postdoctorales auprès de Richard Axel à l'université Columbia où elle identifie les premiers gènes codant les récepteurs de phéromones de mammifères.
Catherine Dulac rejoint la faculté de biologie moléculaire et cellulaire de l'université Harvard en 1996, lassée alors par « une espèce de comportement paternaliste » qui la dit trop jeune pour avoir son propre laboratoire de recherches. Elle est actuellement chercheuse au Howard Hughes Medical Institute, où elle a été directrice du département de biologie moléculaire et cellulaire de Harvard jusqu'en 2013. Elle enseigne trois cours de niveau supérieur, sur les bases moléculaires du comportement, la biologie moléculaire et cellulaire des sens et leurs troubles et la biologie et neurobiologie moléculaires du développement.
En 2020, elle reçoit le Breakthrough Prize (prix de la percée), doté de 3 millions de dollars, pour avoir identifié chez la souris les circuits neuronaux impliqués dans l’« instinct parental » et montré que chaque individu, mâle ou femelle, dispose à la fois des circuits impliqués dans les comportements masculins et féminins, lesquels sont activés notamment par l'action des hormones : « en chacun, le câblage masculin et féminin existe (du moins chez les souris !) ».

## Publications

### Publications principales
- (en) Tali Kimchi, Jennings Xu et Catherine Dulac, « A functional circuit underlying male sexual behaviour in the female mouse brain », Nature, NPG et Springer Science+Business Media, vol. 448, no 7157,‎ 30 août 2007, p. 1009–1014 (ISSN 1476-4687 et 0028-0836, OCLC 01586310, PMID 17676034, DOI 10.1038/NATURE06089).
- (en) Ian Tietjen, Jason M Rihel, Yanxiang Cao, Georgy Koentges, Lisa Zakhary et Catherine Dulac, « Single-cell transcriptional analysis of neuronal progenitors », Neuron, Cell Press et Elsevier, vol. 38, no 2,‎ 1er avril 2003, p. 161-175 (ISSN 0896-6273 et 1097-4199, OCLC 17223779, PMID 12718852, DOI 10.1016/S0896-6273(03)00229-0).
- (en) E Pantages et Catherine Dulac, « A novel family of candidate pheromone receptors in mammals », Neuron, Cell Press et Elsevier, vol. 28, no 3,‎ décembre 2000, p. 835-45 (ISSN 0896-6273 et 1097-4199, OCLC 17223779, PMID 11163270, DOI 10.1016/S0896-6273(00)00157-4).
- (en) Emily R. Liman, David P. Corey et C Dulac, « TRP2: a candidate transduction channel for mammalian pheromone sensory signaling », Proceedings of the National Academy of Sciences, Washington et États-Unis, NAS, vol. 96, no 10,‎ 1er mai 1999, p. 5791-5796 (ISSN 0027-8424 et 1091-6490, OCLC 43473694 et 1607201, PMID 10318963, PMCID 21939, DOI 10.1073/PNAS.96.10.5791).
- (en) Belluscio L, Koentges G, Axel R et Catherine Dulac, « A map of pheromone receptor activation in the mammalian brain », Cell, Cell Press et Elsevier, vol. 97, no 2,‎ 1er avril 1999, p. 209-220 (ISSN 0092-8674 et 1097-4172, OCLC 1792038, PMID 10219242, DOI 10.1016/S0092-8674(00)80731-X).
- (en) Dulac C et Axel R, « A novel family of genes encoding putative pheromone receptors in mammals », Cell, Cell Press et Elsevier, vol. 83, no 2,‎ 1er octobre 1995 et 20 octobre 1995, p. 195-206 (ISSN 0092-8674 et 1097-4172, OCLC 1792038, PMID 7585937, DOI 10.1016/0092-8674(95)90161-2, lire en ligne).

### Autres
- (en) Catherine Dulac, « Sex and the single splice », Cell, Cell Press et Elsevier, vol. 121, no 5,‎ 1er juin 2005, p. 664-666 (ISSN 0092-8674 et 1097-4172, OCLC 1792038, PMID 15935752, DOI 10.1016/J.CELL.2005.05.017).
- (en) Catherine Dulac et Benedikt Grothe, « Sensory systems », Current Opinion in Neurobiology, Elsevier, vol. 14, no 4,‎ août 2004, p. 403-406 (ISSN 0959-4388 et 1873-6882, DOI 10.1016/J.CONB.2004.07.010).
- (en) Catherine Dulac et A Thomas Torello, « Molecular detection of pheromone signals in mammals: from genes to behaviour », Nature Reviews Neuroscience, NPG, vol. 4, no 7,‎ 1er juillet 2003, p. 551-562 (ISSN 1471-003X et 1471-0048, OCLC 45495476, PMID 12838330, DOI 10.1038/NRN1140).
- (en) Dulac C, « The physiology of taste, vintage 2000. », Cell, Cell Press et Elsevier, vol. 100, no 6,‎ 1er mars 2000, p. 607-610 (ISSN 0092-8674 et 1097-4172, OCLC 1792038, PMID 10761926, DOI 10.1016/S0092-8674(00)80697-2).

## Récompenses et honneurs
- Lauréate du prix Liliane Bettencourt pour les jeunes chercheurs (1992)[9].
- Lauréate du prix de la Fondation Ruth and Milton Steinbach (1997).
- Lauréate du Programme de bourse Searle (en) en 1998.
- Membre depuis 2004 de l'Académie américaine des arts et des sciences [10].
- Lauréate du prix Richard Lounsbery en 2006[11].
- Officière de la Légion d'honneur promue le 2 juin 2023[12] (chevalière du 24 avril 2011)[13].
- Membre depuis 2007 de l'Académie des sciences[14].
- Lauréate du prix Pradel de la recherche (de) de l'Académie nationale des sciences américaine en 2015.
- Lauréate du prix Edward M. Scolnick en neurosciences de l'Institut McGovern (en) en 2017.
- Corécipiendaire du Breakthrough Prize in Life Sciences 2021, avec David Baker, Dennis Lo et Richard Youle[15].